# Serra da Capivara nationalpark
Serra da Capivara nationalpark ligger i nordöstra Brasilien. Nationalparken skapades för att skydda de förhistoriska målningarna som hittats i de många grottorna.

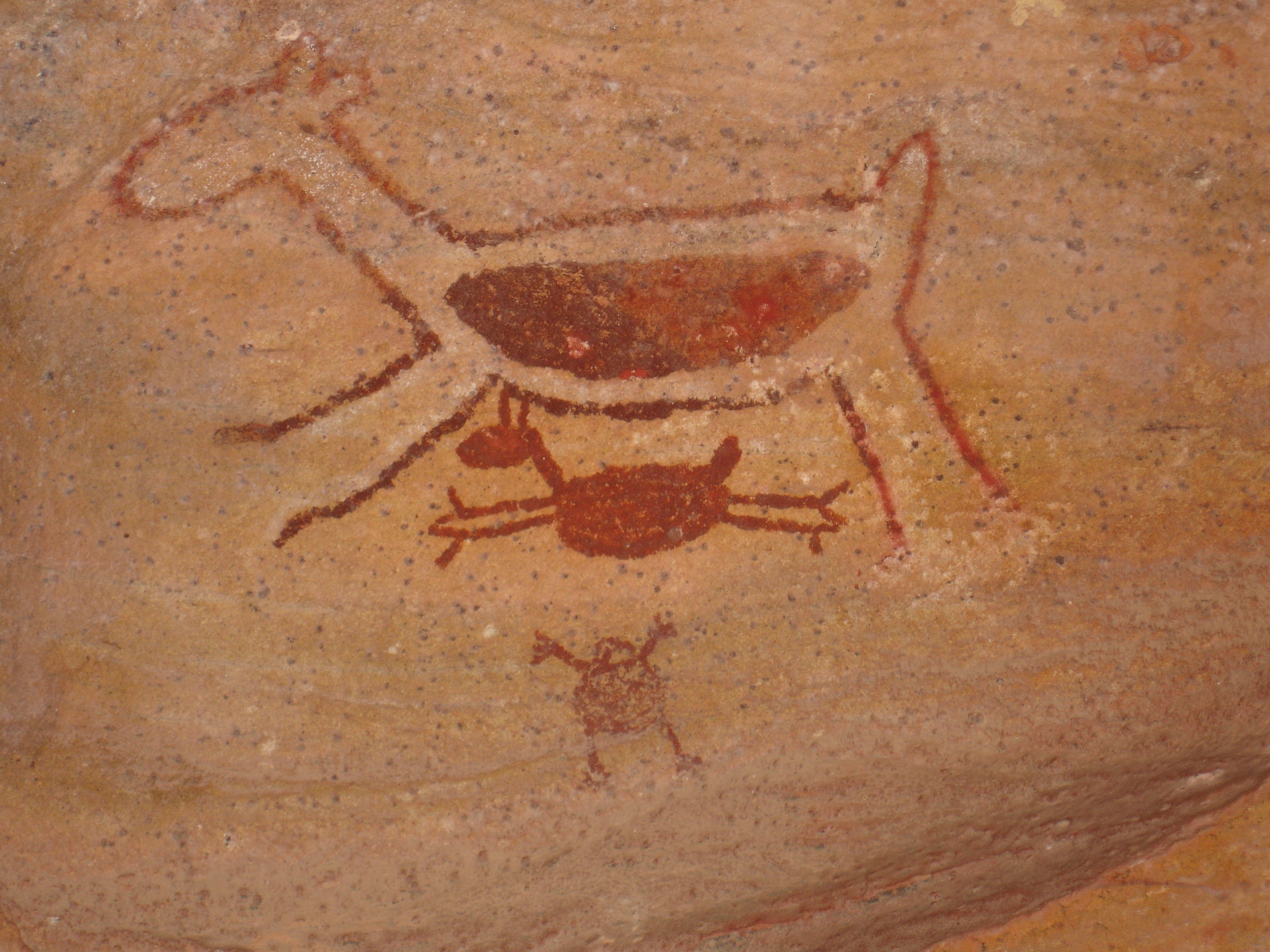
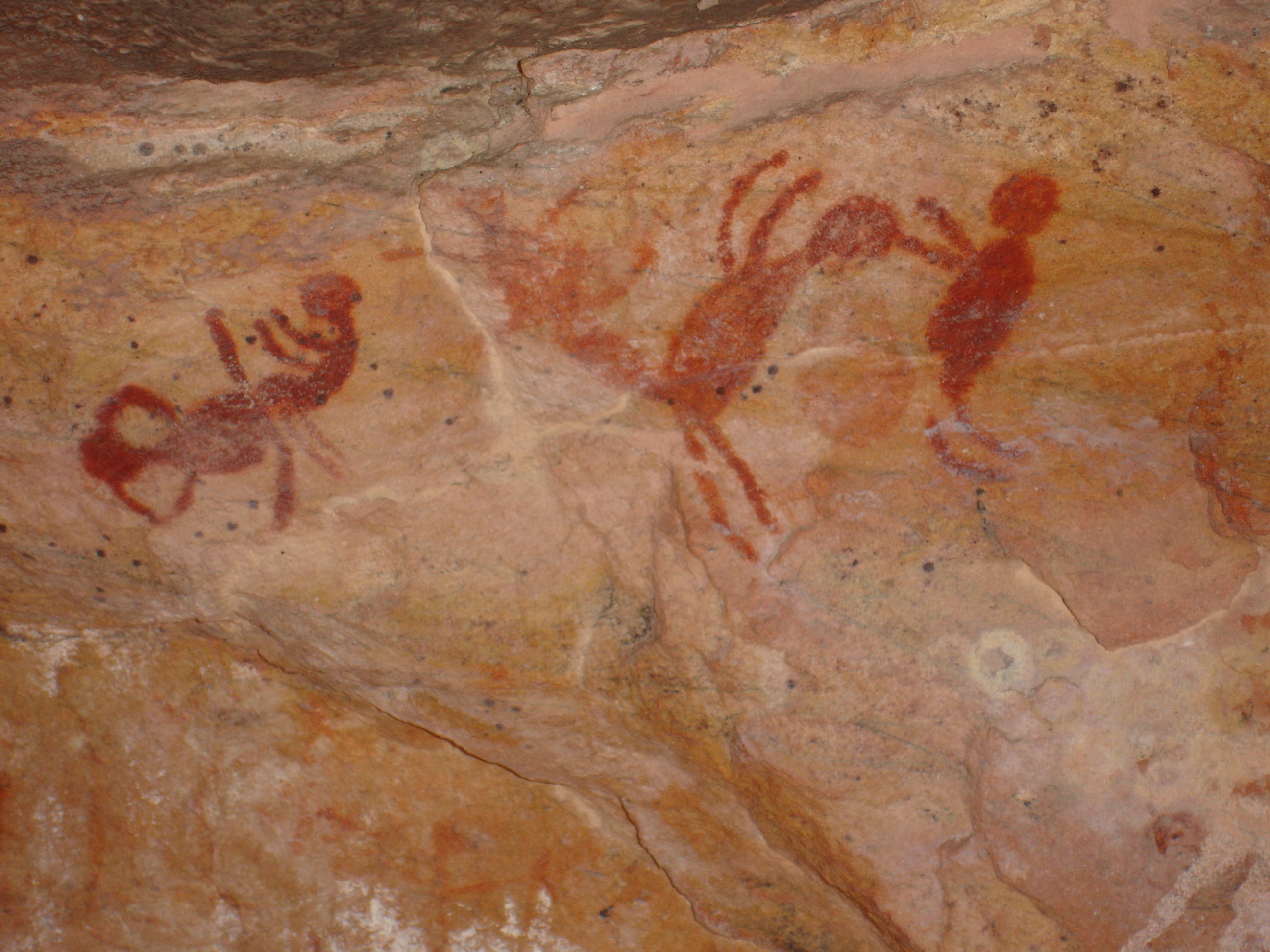
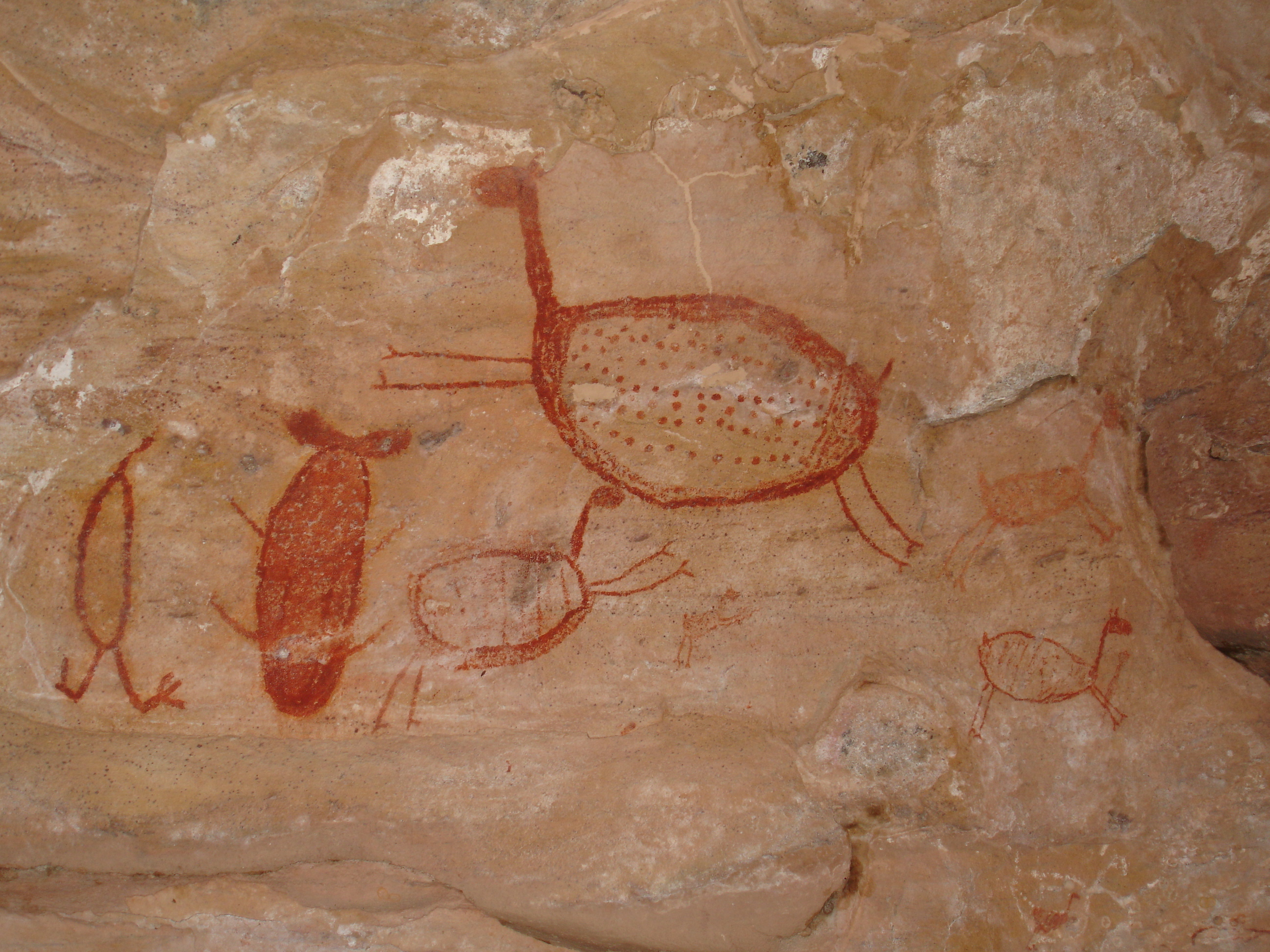